# Funiculaire de Glória

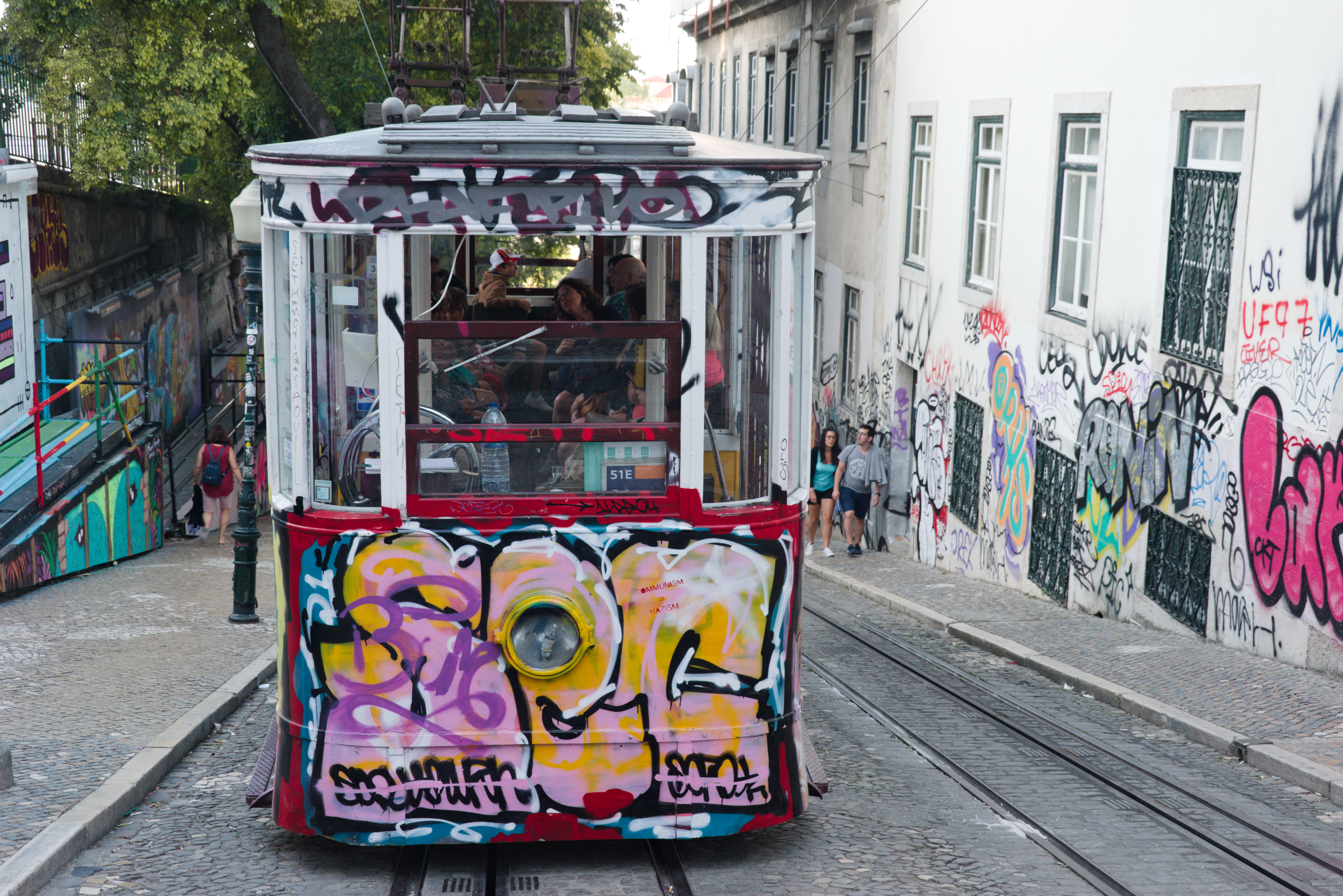
Funiculaire de Glória (Lisbonne) en 2019

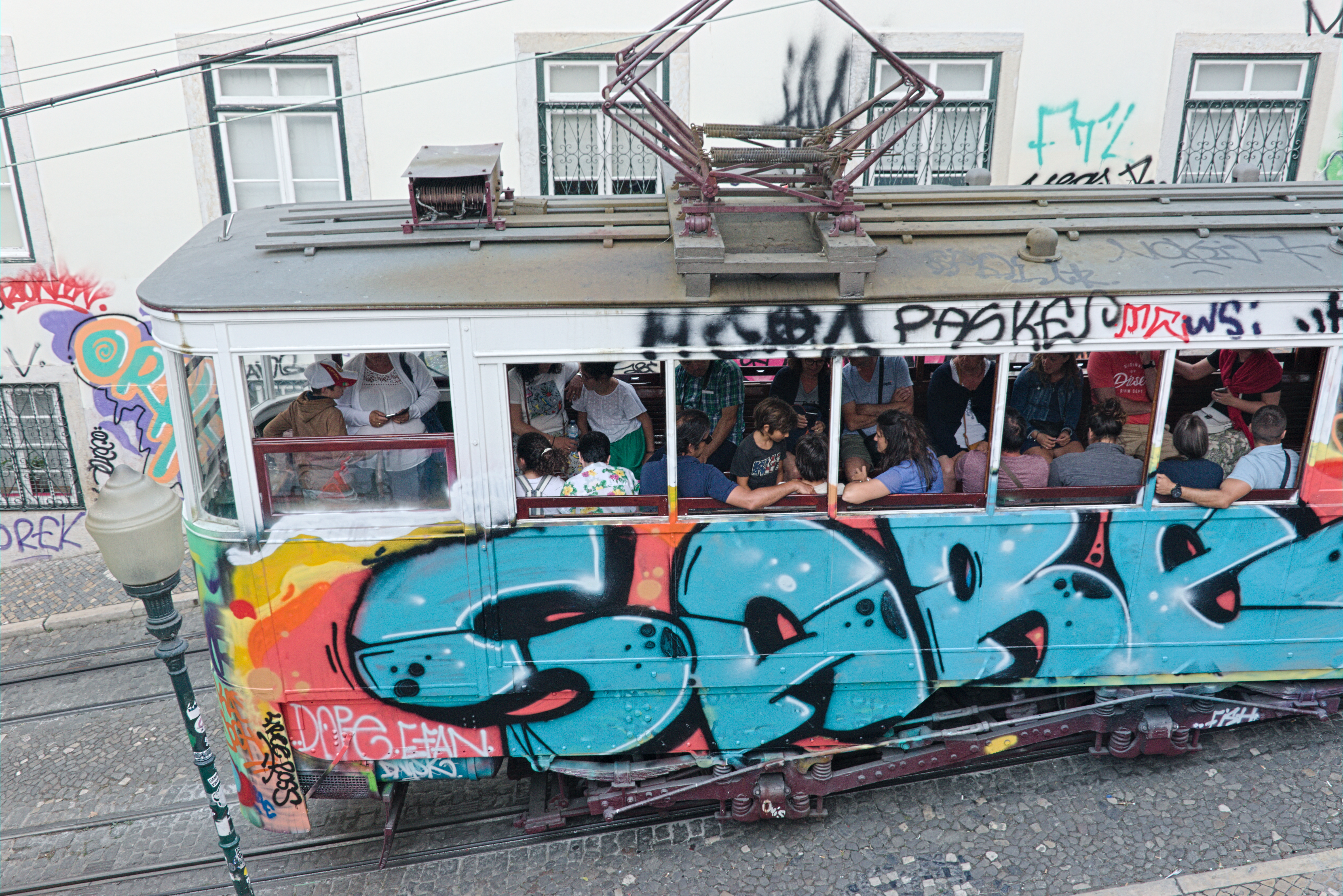
Funiculaire de Glória (Lisbonne) en 2019

Le funiculaire de Glória  (en portugais : Ascensor da Glória) est un funiculaire qui relie  Baixa (Place Restauradores) à Bairro Alto (Jardim / Miradouro de São Pedro de Alcântara), dans le centre historique de la ville de Lisbonne, au Portugal. Carris en est la société exploitante.
Le funiculaire a été ouvert au public le 24 octobre 1885. D'abord conçu comme un système à contrepoids d'eau puis en 1886 remplacé par un système à vapeur, il a été finalement électrifié en 1915. Le funiculaire a été déclaré monument historique du Portugal en 2002.

## Caractéristiques

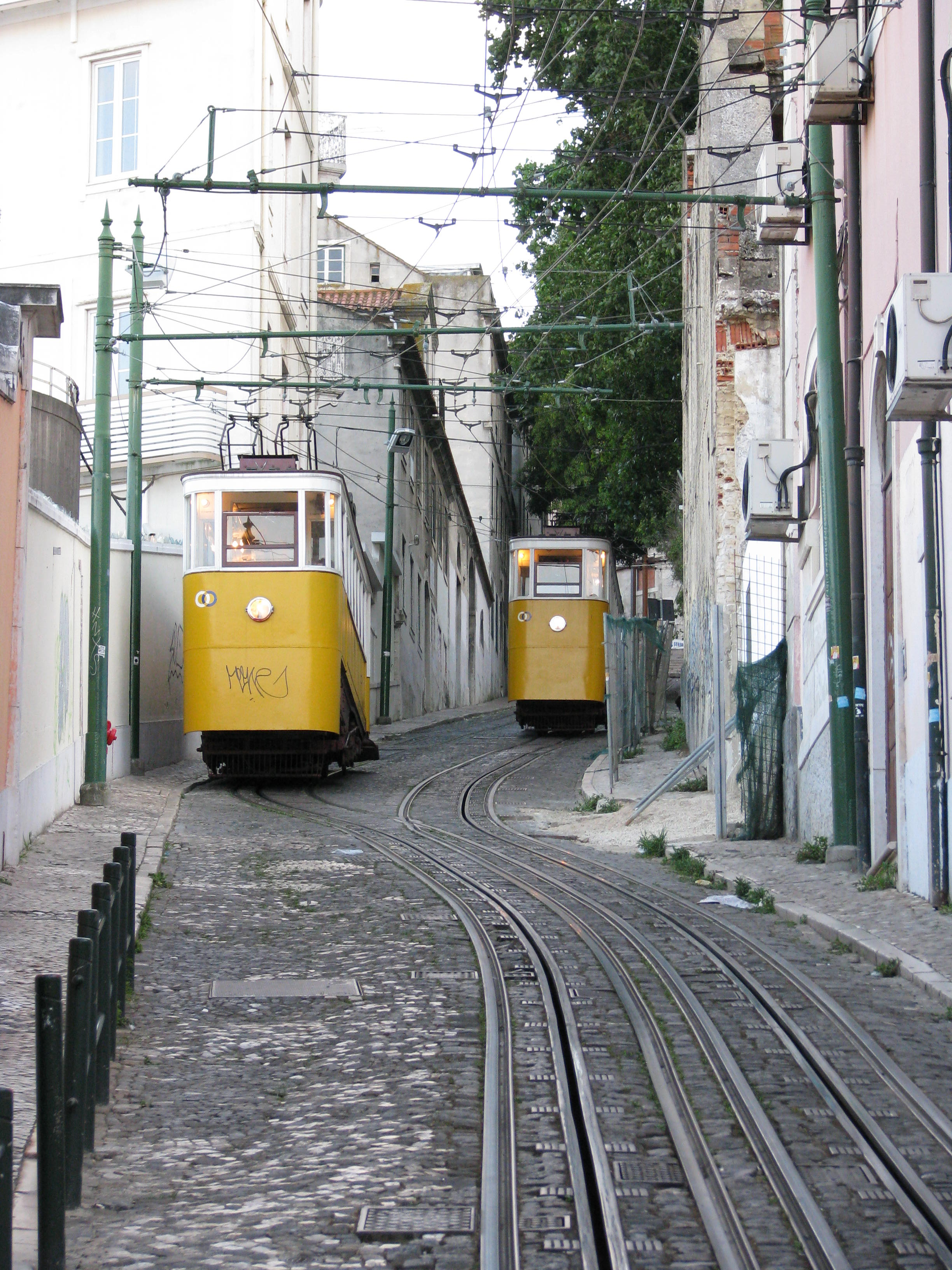
Funiculaire de Glória (Lisbonne) en 2009

Les deux voitures, identiques, sont composées de deux postes de commande, d'un espace passagers avec deux banquettes, dos à la fenêtre. La caisse, horizontale, est montée sur un châssis qui suit la pente. Le câble n'est pas motorisé ; le funiculaire fonctionne en va-et-vient par le biais des moteurs qui sont directement situés sur les voitures.